# The Fly
The Fly è una canzone del gruppo rock irlandese degli U2, scelta come primo singolo dall'album del 1991 Achtung Baby.

## Storia
The Fly fu il singolo di lancio del nuovo album degli U2 Achtung Baby. Se quest'ultimo venne definito da Bono Il suono di quattro uomini che abbattono il Joshua Tree, The Fly è la motosega di cui si servono. Infatti, appena uscito, il brano lasciò spiazzati tutti i fan per le sue sonorità elettroniche e distorte.
Il testo della canzone, come spiegato da Bono, ha come protagonista The Fly, la mosca del titolo intesa come parodia delle rockstar "impegnate", è una chiamata da incubo, in cui il fastidioso e ronzante alter ego del cantante elenca delle inconcludenti frasi fatte spacciate quali insegnamenti di vita ("un amico è qualcuno che ti aiuta", "l'ambizione morde le unghie del successo", "la coscienza a volte può essere una peste", ecc.), con un finale ironico, in cui si accorge di aver finito i centesimi per chiamare, e in cui annuncia laconico che "ci sono un sacco di cose che, se potessi, metterei a posto".
Il brano musicale del lato-b Alex Descends into Hell for a Bottle of Milk/Korova1 è stato scritto per uno spettacolo teatrale ispirato ad Arancia meccanica, intitolato A Clockwork Orange:2004.

## Video musicale
Il video prodotto per il brano è la prima apparizione del personaggio omonimo, che Bono interpreterà in alcuni video seguenti e durante lo ZooTV Tour, e mostra per la prima volta il nuovo look della band. Regista del video è Ritchie Smythe e Jon Klein. Nel video viene mostrato Bono che prima passeggia per strada e poi, mentre sta tornando a casa, si ferma davanti ad una parete piena di televisori, in cui ci sono gli U2 che cantano la loro canzone allo stesso frontman, il quale rimane ipnotizzato dal messaggio del brano.
Il 14 aprile 2021 viene pubblicato su youtube il video musicale rimasterizzato in 4K.

## Tracce

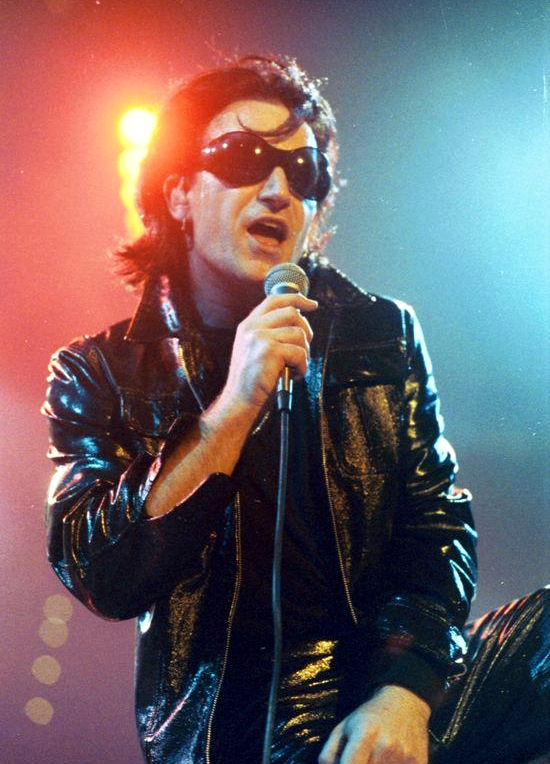
The Fly, l'alter ego di Bono Vox rappresentante il prototipo di tutte le rockstar.

1. The Fly – 4:36 (Bono)
2. Alex Descends into Hell for a Bottle of Milk/Korova1 – 3:37 (Bono e The Edge)
3. The Lounge Fly Mix – 6:28

### Altre edizioni
The Fly (Studio Version) (04:29)  viene pubblicato in alcune edizioni della raccolta U2 -The Best of 1990-2000 & B-Sides.

## Formazione
- Bono - voce
- The Edge - chitarra, tastiera
- Adam Clayton - basso
- Larry Mullen Jr. - batteria, percussioni

## Classifiche
| Classifica (1991)              | Posizione massima |
| ------------------------------ | ----------------- |
| Australia                      | 1                 |
| Austria                        | 5                 |
| Belgio (Fiandre)               | 9                 |
| Canada                         | 16                |
| Finlandia                      | 2                 |
| Francia                        | 6                 |
| Germania                       | 5                 |
| Irlanda                        | 1                 |
| Italia                         | 1                 |
| Norvegia                       | 1                 |
| Nuova Zelanda                  | 1                 |
| Paesi Bassi                    | 5                 |
| Regno Unito                    | 1                 |
| Spagna                         | 1                 |
| Stati Uniti                    | 61                |
| Stati Uniti (alternative)      | 1                 |
| Stati Uniti (dance/electronic) | 44                |
| Stati Uniti (mainstream rock)  | 2                 |
| Svezia                         | 3                 |
| Svizzera                       | 3                 |

## Cover ufficiali
| Anno | Artista       | Album                                |
| ---- | ------------- | ------------------------------------ |
| 1999 | Absolute Rock | A Tribute to the Greatest Hits of U2 |
| 2006 | Peter Mulvey  | The Knuckleball Suite                |
| 2011 | Gavin Friday  | AHK-toong BAY-bi Covered             |